# 上古丹村
上古丹村（うえこたんむら）は、北海道久遠郡にあった村（自然村）。北海道での町村制施行後は久遠村→大成村→大成町→せたな町の一部となっている。

## 沿革
- 1811年（文化8年）から奥村長八が移住、その後の移住者を加え、1868年には、海沿いの集落ができた。
- 1868年（明治2年）、上古丹村が発足。
- 1902年（明治35年）、北海道二級町村制施行により久遠郡久遠村、湯尻村、上古丹村及び太田村の区域をもって、久遠郡久遠村が発足する。
- 1955年（昭和30年）7月20日、久遠村は貝取澗村と合併して大成村となる。
- 1966年（昭和41年）10月1日、大成村が町制施行して大成町となる。
- 2005年（平成17年）9月1日、大成町は瀬棚郡北檜山町と瀬棚町と合併して久遠郡せたな町となる。

## 地理
村の南、上古丹川流域と河口部に位置し、南は日本海、後背は海岸段丘・山地。村名はアイヌ語の「ウエンコタン」「アイトマリ」て成立。
岬：日昼岬、小歌岬